# Erebia connexa
Erebia connexa är en fjärilsart som beskrevs av B.C.S Warren 1930. Erebia connexa ingår i släktet Erebia och familjen praktfjärilar. Inga underarter finns listade i Catalogue of Life.